# Gieselaukanal
Der Gieselaukanal mit einer Länge von 2,8 Kilometern verbindet Untereider und Nord-Ostsee-Kanal miteinander. Er kann von Schiffen bis 65 Meter Länge, 9 Meter Breite und 2,70 m Tiefgang befahren werden; heute wird er primär von Sportbooten genutzt.

## Geschichte
In Rendsburg bestand bis 1937 eine Verbindung zwischen dem Nord-Ostsee-Kanal (NOK) und der Untereider: Beim Bau des NOK wurde 1893 eine neue Schleuse erstellt, die die ehemalige Eingangsschleuse des Eiderkanals von 1784 ersetzte. Weil die in der Rendsburger Altstadt gelegene Schleusenanlage den innerstädtischen Verkehr jedoch behinderte, kam es zur Planung einer günstigeren Verbindung zwischen den Häfen der Unterelbe und der Untereider. Ein Kanal im Tal der Gieselau sollte den Nord-Ostsee-Kanal bei Oldenbüttel (ca. 20 km Luftlinie südwestlich der Altstadt) und die Eider südlich vom Prinzenmoor miteinander verbinden.
Der Gieselaukanal wurde von 1936 bis 1937 gebaut; er nutzt aber nicht das Bett des durch den Nord-Ostsee-Kanal (NOK) abgetrennten Baches Gieselau. Der Kanal quert nur zweimal den alten Graben und hat außer dem Namen nichts mit dem Bach Gieselau gemein. Die Rendsburger Schleuse wurde anschließend zugeschüttet.

### Gieselauschleuse
Durch die 65 m lange und 9 m breite Gieselauschleuse, die etwa in der Wegmitte des Gieselaukanals liegt, können die unterschiedlichen Wasserstände zwischen NOK und Eider ausgeglichen werden.

## Bundeswasserstraße
Der Gieselaukanal (GiK) ist eine Bundeswasserstraße im Zuständigkeitsbereich des Wasserstraßen- und Schifffahrtsamtes Nord-Ostsee-Kanal. Die Bundeswasserstraße beginnt bei km 0,088 an der Abzweigung aus dem Nord-Ostsee-Kanal (bei NOK-km 40,66 54° 10′ 25,6″ N, 9° 26′ 34,8″ O) und endet bei km 2,897 bei der Einmündung in die Eider (bei Eider-km 22,75 54° 11′ 51,1″ N, 9° 26′ 29,2″ O). Auf ihr gilt die Seeschifffahrtsstraßen-Ordnung.

## Bilder

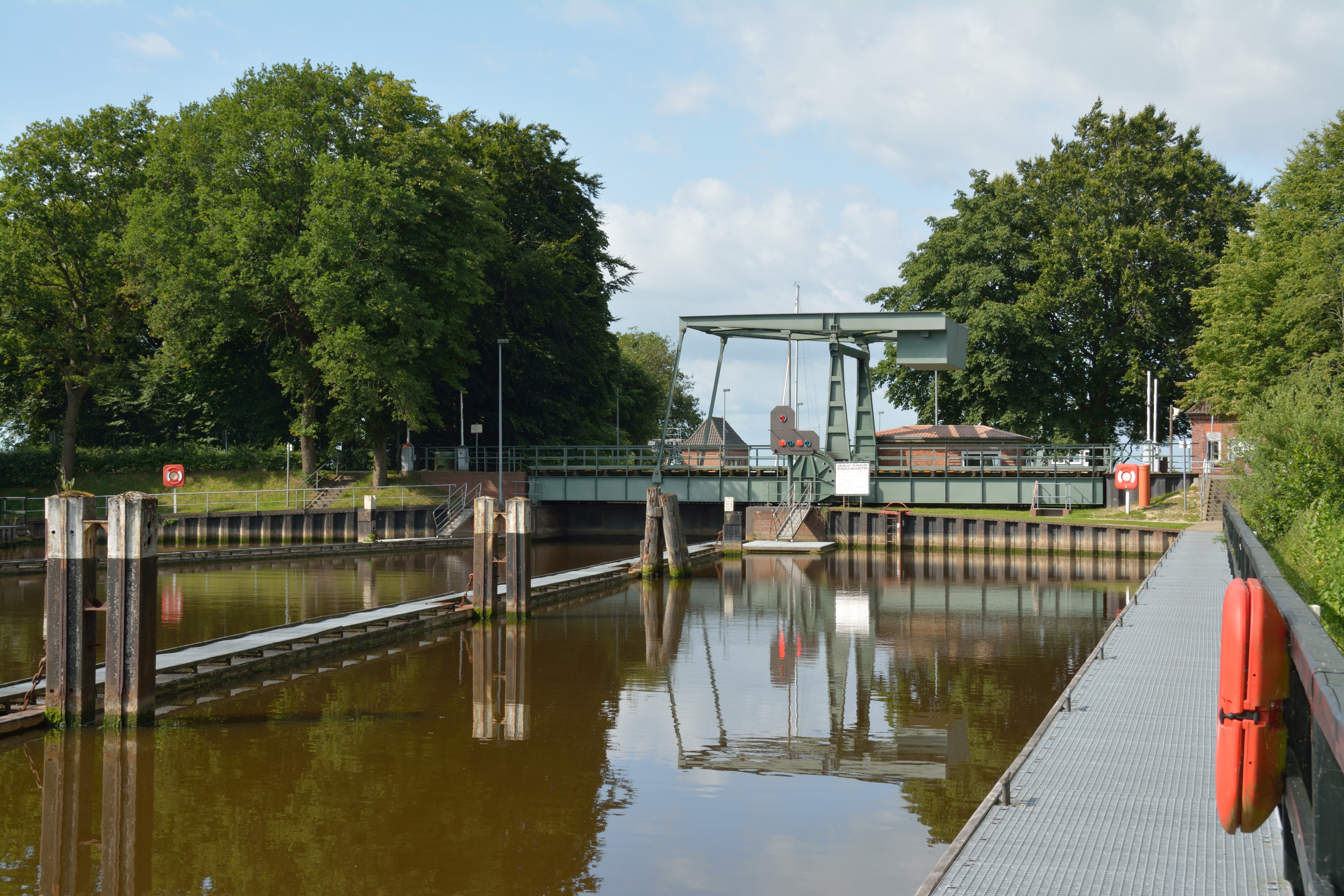
Klappbrücke über die Schleuse
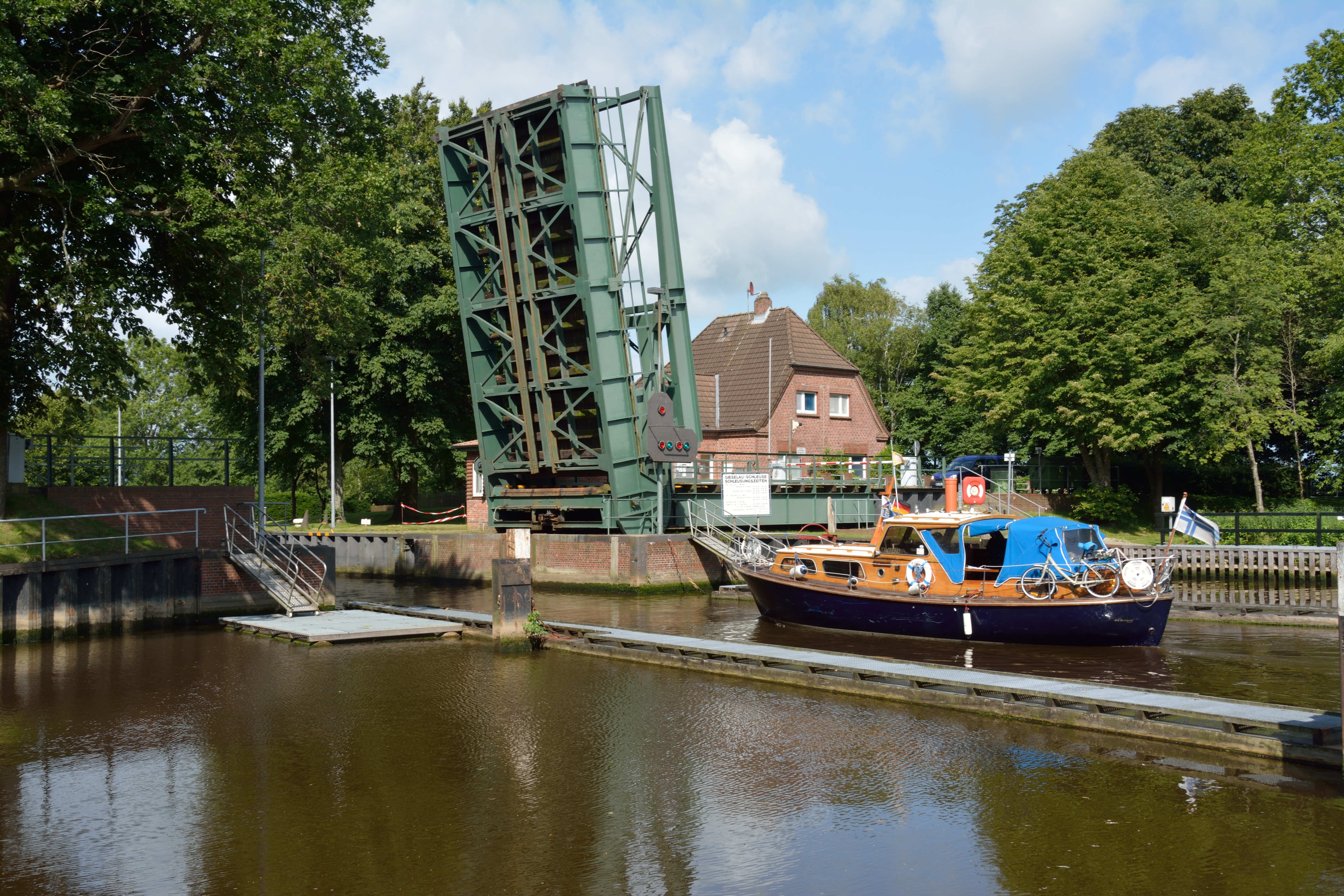
Klappbrücke offen
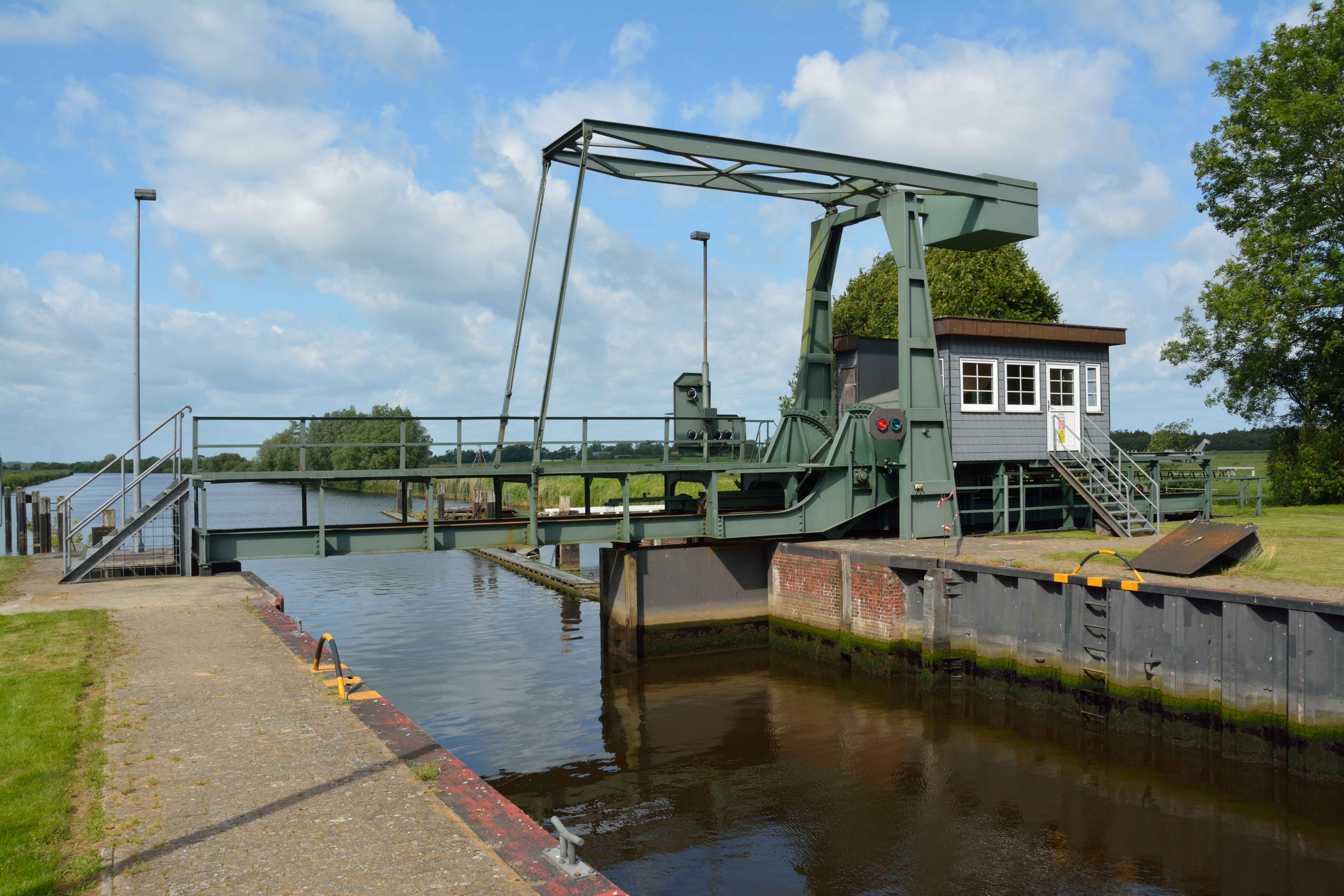
Schleuse halb geöffnet
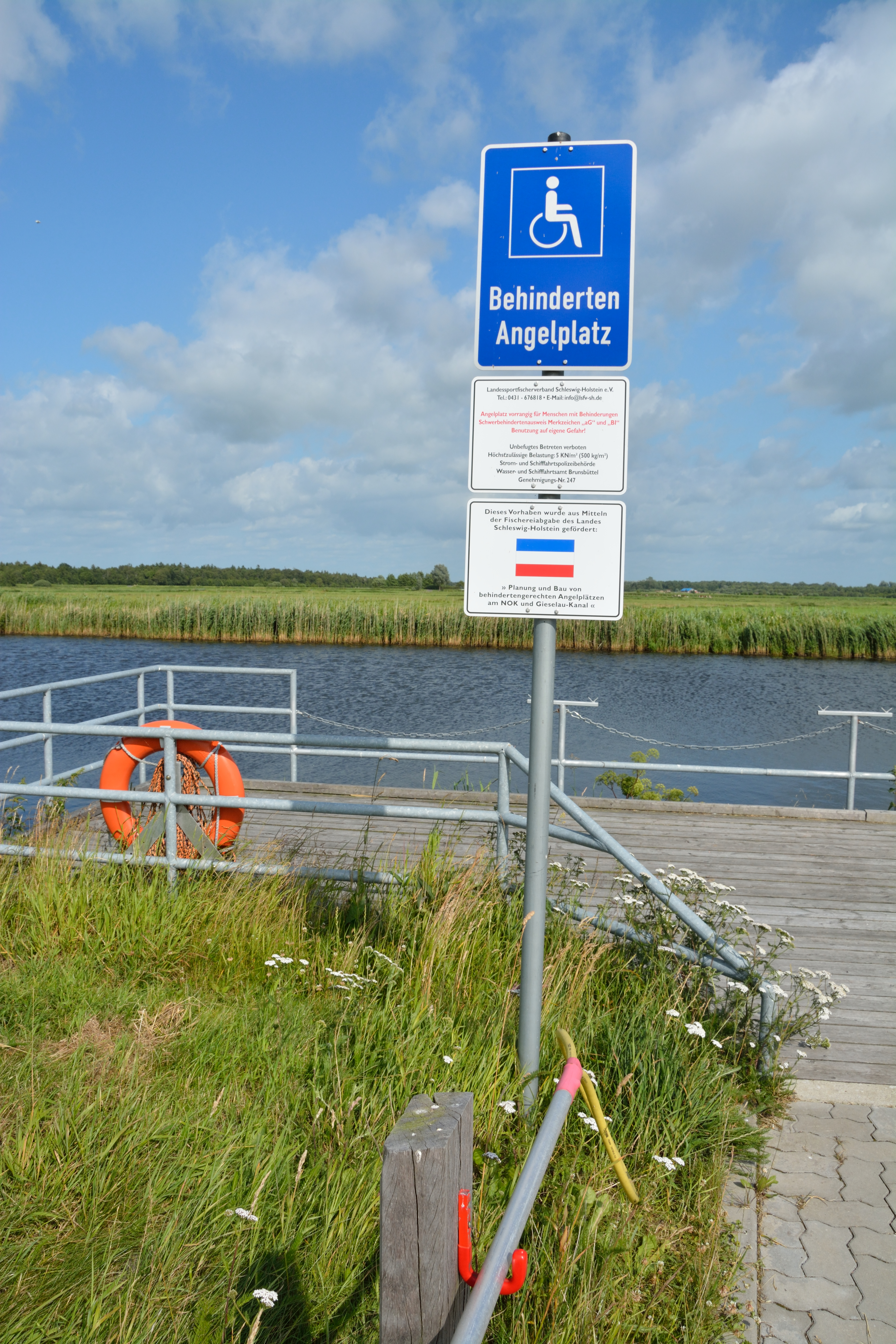
Angelplatz für Behinderte
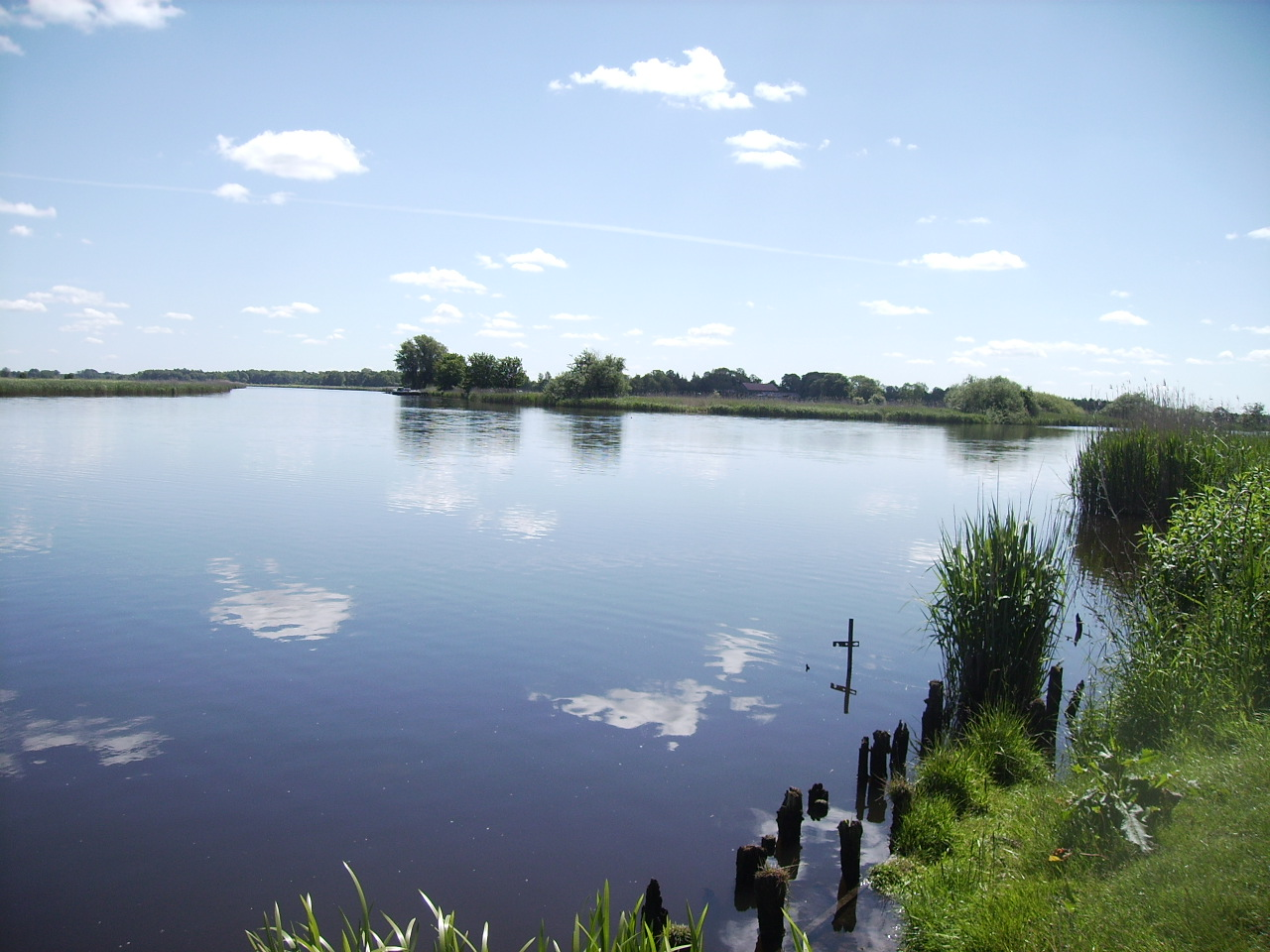
Mündung des Kanals (rechts) in die Eider